# 西安联合大学
西安联合大学，是曾经存在的一所全日制普通专科高等院校，位于西安市。

## 历史沿革

### 西安师范专科学校
- 1958年，创建西安师范专科学校。
- 1961年，停办。
- 1963年，西安师范专科学校并入西安师范学校。
- 1978年，创建陕西师范大学（西安专修科）。
- 1980年，西安师范学校（资源）并入陕西师范大学（西安专修科），合署办公。
- 1984年，陕西师范大学（西安专修科）、西安师范学校合并，更名西安师范专科学校。

### 西安大学
- 1980年，创建西安大学（专科）。

### 合并
- 1990年，西安师范专科学校、西安大学合并创建西安联合大学。
- 2003年，撤销西安联合大学，参与组建西安文理学院。